# William Wilson (Politiker, 1773)
William Wilson (* 19. März 1773 in New Boston, Hillsborough County, New Hampshire Colony; † 6. Juni 1827 in Newark, Ohio) war ein US-amerikanischer Politiker. Zwischen 1823 und 1827 vertrat er den Bundesstaat Ohio im US-Repräsentantenhaus.

## Werdegang
William Wilson besuchte die öffentlichen Schulen seiner Heimat und danach bis 1797 das Dartmouth College in Hanover. Nach einem anschließenden Jurastudium und seiner Zulassung als Rechtsanwalt begann er um 1805 in Chillicothe (Ohio) in diesem Beruf zu arbeiten. Im Jahr 1808 zog er nach Newark, wo er zwischen 1808 und 1823 Vorsitzender Richter am dortigen Berufungsgericht war. Politisch war er Mitglied der Demokratisch-Republikanischen Partei. In den 1820er Jahren schloss er sich der Bewegung gegen den späteren Präsidenten Andrew Jackson an und wurde Mitglied der kurzlebigen National Republican Party.
Bei den Kongresswahlen des Jahres 1822 wurde Wilson im damals neu eingerichteten achten Wahlbezirk von Ohio in das US-Repräsentantenhaus in Washington, D.C. gewählt, wo er am 4. März 1823 sein neues Mandat antrat. Nach zwei Wiederwahlen konnte er bis zu seinem Tod am 6. Juni 1827 im Kongress verbleiben. Von 1825 bis 1827 war er Vorsitzender des Ausschusses zur Kontrolle der Ausgaben des Postministeriums.